# NGC 7767
NGC 7767 (другие обозначения — PGC 72601, UGC 12805, MCG 4-56-16, ZWG 477.17) — галактика в созвездии Пегас.
Этот объект входит в число перечисленных в оригинальной редакции «Нового общего каталога».